# Rädda Joppe – död eller levande
Rädda Joppe – död eller levande var en svensk barnserie från 1985 i 10 fristående delar. Lasse Sarri stod för regi och Gunnel Linde för manus. Serien sändes ursprungligen i TV2 mellan 23 februari och 27 april 1985 som en del av programmet Lördagsgodis. och har även visats i repris ett antal gånger, bland annat i Björnes magasin. Serien har också visats i Norge i NRK med norskspråkiga undertexter med titeln: Redd Joppe, død eller levende. I Danmark visades serien i Danmarks Radio (DR1), som en del av programmet Et lille øjeblik.

## Handling
Handlingen kretsar kring en pojke som mister sitt kramdjur "Joppe", som föreställer en mullvad, på olika sätt. Genom pojkens försök att återfå Joppe får publiken lära sig hur nödsituationer hanteras och/eller hur olika delar av samhället fungerar. Exempel på avsnitt är när Joppe fastnar i hissen eller hamnar i sopnedkastet.

## Rollista i urval
- Ola - Jimmy Ekelund
- Mamma - Anita Sellman
- Olsson - Lennart R. Svensson

## Avsnitt
| Nr i serien | Titel                         |
| --- | ----------------------------- |
| 1 | "Joppe åker hiss"             |
| När Ola och hans mamma ska ge sig ut på en promenad får Ola för sig att hans älskade gosemullvad Joppe ska få åka hiss. Han sätter Joppe i hissen men så fort hissen börjar röra på sig ångrar sig Ola och försöker få upp den, med resultat att hissen fastnar mellan två våningar. Ola tar då hjälp av grannen Olsson som ringer efter en hissreparatör. Gästroll: Hissreparatören - Tomas Norström |                               |
| 2 | "Joppe och soporna"           |
| När Ola, Joppe och mamma leker kurragömma hamnar Joppe av misstag i soppåsen så Ola, mamma och grannen Olsson springer efter sopbilen i jakt på Joppe. |                               |
| 3 | "Mataffären"                  |
| När Ola och mamma är och handlar sitter Joppe uppe på en tomatburkspyramid men Joppe blir baktung och ramlar ner bakom pyramiden och en expedit kommer och staplar upp mer tomatburkar. Samtidigt har mamma träffat grannen Olsson och när Ola, mamma och Olsson går ut från affären kommer Ola ihåg Joppe inne i butiken. Gästroller: Expedit - Helge Skoog |                               |
| 4 | "Ola får post"                |
| Ola ligger i sin säng, sjuk. Hans mamma beklagar sig över detta, då hon ska gå på bio med Eddy och hon har inte hittat någon barnvakt. När posten kommer så vill Ola gärna ha mer post och han bestämmer sig då för att posta Joppe. Han går upp ur sängen och lägger Joppe i ett stort, brunt kuvert, som han skriver "Ola" på. Olsson beger sig, snabbt som ögat, ner till postlådan för att försöka få tillbaka Joppe. Gästroll: Eddy - Ulf Eklund |                               |
| 5 | "Sandtaget"                   |
| Ola och hans mamma är i en lekpark. Där åker Ola rutschkana med Joppe. Vid ett tillfälle, när Joppe landat i sanden nedanför, kommer en hund fram och tar Joppe. Ola och hans mamma börjar jaga efter hunden. När hunden kommer in i staden springer han förbi Olsson, som då ser att hunden har Joppe i munnen, och börjar jaga efter, även han. De kommer till ett grustag där hunden gräver ner Joppe utom synhåll för dess förföljare. Ola börjar gräva i en stor grushög och det kommer en grävmaskinsförare och ber dem att flytta på sig. Olsson förklarar deras problem och betalar föraren en slant för att låta Olsson gräva efter Joppe för hand. Olsson gräver hela natten och när han ännu inte har hittat Joppe på morgonen, kommer grävmaskinsföraren och hjälper honom. Gästroll: Grävmaskinist - Robert Sjöblom |                               |
| 6 | "På restaurangen"             |
| Ola, hans mamma och Olsson går på restaurang tillsammans. När de hänger av sig jackorna stoppar Olsson ner Joppe honom i sin jackficka, så att inget ska hända med Joppe. När de sedan ska gå in och sätta sig, springer Ola tillbaka och tar Joppe ur jackfickan. Hans mamma stoppar honom på vägen och säger åt honom att stoppa tillbaka Joppe i jackan. Ola gör det men tar fel jacka. Under måltidens gång springer Ola flera gånger till jackfickan där Joppe är, för att "mata honom", vilket betyder att han lägger ner mat från sin tallrik i jackfickan. Den riktiga ägaren till jackan hämtar nu ut sin jacka, med Joppe i fickan. När Ola ska lägga ner mer mat till Joppe i Olssons jackficka, märker han att Joppe inte är där. Han springer till Olsson för att berätta och de börjar gå igenom alla fickor på alla jackor som hänger där. Sedan kommer mannen med Joppe i fickan tillbaka in i restaurangen och skriker om varför det finns mat i hans jackficka. Olsson smyger upp Joppe ur mannens ficka och Olas mamma lovar att betala kemtvättskostnaden för jackan. Gästroller: Rockvakt - Hans Bendrik, Man - Curt Broberg                                                                    |                               |
| 7 | "På picknick"                 |
| Ola, hans mamma och Olsson ska bege sig ut på picknick i Olssons bil. När de har åkt ett tag i bilen säger Ola till Olsson att Joppe och han behöver gå på toaletten. Olsson stannar bilen precis efter ett järnvägsspår och Ola hoppar ut. Ola ger Joppe till Olsson, som sätter honom på järnvägsbommen. Tåget kommer och Olsson och Ola springer över spåret, så att de är på rätt sida. Joppe stannar dock kvar på andra sidan. Då kommer en pojke cyklande och Olsson ber pojken att kasta över Joppe. Detta lyckas och de sätter sig i bilen igen och kör vidare. När de är framme med picknicken går Olsson och Olas mamma iväg för att få prata enskilt. Ola tar då med Joppe och ett lock ner till sjön. Där klättrar han i en eka, samtidigt som han sätter ner Joppe i locket bakom sig, i vattnet. Sedan börjar Ola gunga hela ekan. Joppe flyter då iväg, i locket, ut mot mitten av sjön. Ola upptäcker detta och sjösätter ekan och börjar ro efter Joppe. Olsson och Olas mamma ser detta och de hoppar i sjön och börjar simma ut mot Ola och ekan. Väl framme frågar Olsson om Olas mamma vill gifta sig med honom. Hon svarar "ja", Olsson börjar då ro mot Joppe och Olas mamma får tag i Joppe. |                               |
| 8 | "Hos mormor"                  |
| Ola, hans mamma och Olsson åker tåg på väg till Olas mormor. Ola bestämmer sig för att öppna tågfönstret och låta Joppe hänga utanför, vilket resulterar i att Ola tappar Joppe, som landar på en åker nedanför. Väl framme med tåget träffar de Olas mormor som väntar på dem vid järnvägsstationen. Ola berättar att han har tappat bort Joppe och hans mormor lovar att de ska leta efter Joppe efter att de har fikat hemma hos henne. Väl hemma hos mormor är Ola fortfarande upprörd över att Joppe är borttappad. Ola går sedan iväg och hämtar en cykel och säger åt Olsson att de ska cykla iväg och hämta Joppe. De cyklar och kommer fram till platsen där de såg att Joppe ramlade ner. När de ska bege sig ut på åkern kommer markägaren och frågar vad de gör. Olsson förklarar situationen och frågar markägaren om han har sett till Joppe. Markägaren pekar då på en fågelskrämma där att Joppe sitter i fågelskrämmans ficka. Glada i hågen beger de sig hem till Olas mormor igen och avsnittet slutar med att Ola och hans mormor leker tillsammans. Gästroller: Mormor - Inga Landgré, Bonde - Anders Östergren                                                                                 |                               |
| 9 | "Joppe och Ola får en kompis" |
| Ola, Joppe och Olas mamma tar en buss och träffar där en flicka i Olas ålder. Flickan, som heter Sissi, och Ola fattar tycke för varandra direkt. Olas mamma, som var försjunken i dagdrömmar, märker inte att bussen hade kört förbi deras hållplats. Hon och Ola får busschauffören att stanna bussen och de kliver av. Sissi hittar Joppe, som Ola har tappat på bussgolvet. Ola kommer på att Joppe är borta och hans mamma föreslår att de ska bege sig till hittegodsavdelningen för att leta efter Joppe där. Sissi och hennes mamma är hemma hos sig och Sissis mamma börjar ringa telefonnumret som står på Joppes halsband, men utan svar. Ola och hans mamma fann inte Joppe på hittegodsavdelningen och åker hem igen. Telefonen ringer och det är Sissis mamma som berättar vad som hänt. Ola och hans mamma lovar att komma över och hämta Joppe så fort som möjligt. Avsnittet slutar med att Ola får tillbaka Joppe och de fikar allihopa hemma hos Sissi och hennes mamma. Gästroller: Sissi - Christina Gunnarsson, Sissis mamma - Pia Oscarsson |                               |
| 10 | "Bröllopet"                   |
| Det är dagen då Olsson och Olas mamma ska gifta sig. Ola, Sissi och Joppe fastnar på vinden efter att de följt med Olsson upp och försökt leka kurragömma. Både Ola och Sissi känner sig illa till mods och vill ut därifrån, men dörren har nu gått i baklås. Olsson, som börjar undra var barnen är, springer upp för trappan igen och inser att barnen är inlåsta och att de har hans nycklar. Olsson bestämmer sig för att fråga efter nycklar hos grannarna. Bara ett tag efter att Olsson gått därifrån öppnas en dörr längre bort på vinden och in kliver två svartklädda män, som ställer ner något på golvet och går därifrån. Ola och Sissi går ut genom den nu öppna dörren. Olsson, som inte har fått tag på några grannar, blir förtvivlad, men han träffar snart på Ola och Sissi i trappan och allihopa skyndar sig för att hinna i tid till bröllopet. Vid kyrkan träffar de på Olas mamma och hon och Olsson går igenom bröllopsceremonin. |                               |

## DVD
Serien finns sedan december 2009 utgiven på DVD.